# Colégio Municipal Pelotense
O Colégio Municipal Pelotense é uma instituição de ensino administrada pelo governo municipal da cidade de Pelotas, Rio Grande do Sul. Foi uma das maiores escola pública da América do Sul e foi uma das maiores da América Latina.

## História
Foi fundado em 1902 por iniciativa da Maçonaria o então "Gymnásio Pelotense". À época, o educandário foi alternativa de ensino laico primário e secundário, contrapondo-se assim ao "Gymnásio Gonzaga". Até 1913 a escola era destinada apenas a meninos de famílias ricas. A partir daí, meninas passaram a ser aceitas. Em 1920, foi municipalizado. A denominação "colégio" veio em 1943.

### Localização
Inicialmente foi instalado na antiga residência de Miguel Barcellos, onde hoje está a Escola Estadual Monsenhor Queiroz. Em 1903, devido ao aumento das matrículas, passou a funcionar na rua Félix da Cunha esquina com Tiradentes, no prédio que atualmente está alugado para a Universidade Federal de Pelotas, permanecendo nesse local até 1961, quando foi transferido definitivamente para a rua Marcílio Dias, esquina com a avenida Bento Gonçalves. Ocupa hoje um amplo prédio que abriga mais de três mil alunos do ensino fundamental e médio, 270 professores e 92 funcionários.